# Dom Wycieczkowy PTTK w Wiśle-Czarnem
Dom Wycieczkowy PTTK "Nad Zaporą" w Wiśle-Czarnem – dawny dom wycieczkowy PTTK, kwalifikowany jako schronisko górskie. Budynek znajduje się w Wiśle-Czarnem nr 3 i jest położony na wysokości 485 m n.p.m.

## Historia
Budowę obiektu rozpoczęła w 1955 Liga Kobiet Polskich z przeznaczeniem najpierw na prewentorium dziecięce, a następnie - na dom kolonijny. Wobec problemów finansowych oraz technicznych organizacja przekazała budynek PTTK, które ukończyło inwestycję i doprowadziło do otwarcia Domu w 1955 roku. Obiekt początkowo działał jako Dom Wycieczkowy "Malinka", a w okresie późniejszym otrzymał nazwę "Nad Zaporą" z racji usytuowania w pobliżu tzw. Małej Zapory w początkowym biegu Wisły. Z uwagi na pierwotną funkcję obiektu, konieczne było dokonanie licznych przeróbek oraz modernizacji, które zakończyły się ostatecznie w 1970 roku. Dom Wycieczkowy był popularnym miejscem, szczególnie dla turystyki zorganizowanej, choć przyjmował również gości indywidualnych. W 1966 roku obiekt zwyciężył w ogólnopolskim konkursie na najlepsze schronisko.
Na przełomie lat 70. i 80. XX wieku Dom oferował 170 miejsc noclegowych w pokojach dwu- i wieloosobowych. Prowadził wyżywienie grup i turystów indywidualnych oraz sprzedaż pamiątek. W obiekcie znajdowała się dyżurka GOPR.

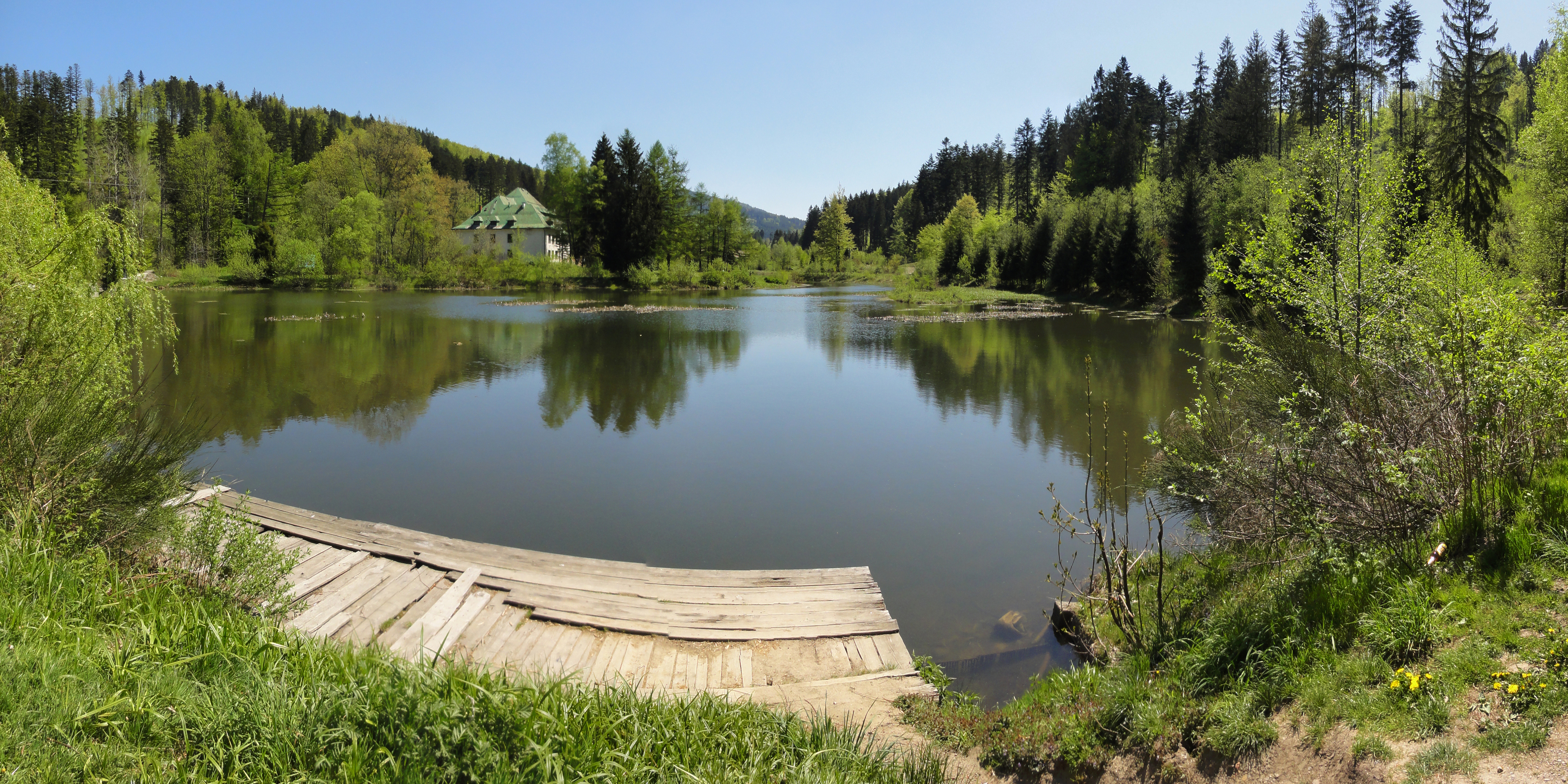
Jeziorko przy Małej Zaporze na Wiśle, budynek dawnego Domu Wycieczkowego widoczny po lewej

W kolejnych latach obiekt stopniowo podupadał. Ok. 2012 roku został wyłączony z eksploatacji, a w budynku rozpoczęto remont. Ostatecznie został sprzedany firmie Platan Hotels & Resorts Sp. z o.o., która w styczniu 2020 roku otworzyła w nim Aries Hotel & SPA Wisła.

## Szlaki turystyczne
Obok budynku rozpoczyna się  do stacji kolejowej Wisła Głębce.